# José Elías de Negri
José Elías de Negri (Esmeraldas, 20 juni 1954) is een voormalig Ecuadoraans profvoetballer, die speelde als middenvelder gedurende zijn carrière.

## Clubcarrière
De Negri kwam gedurende zijn loopbaan uit voor Club Deportivo El Nacional. Hij sloot zijn carrière in 1990 af bij Club Sport Emelec.

## Interlandcarrière
De Negri speelde in totaal dertien interlands (één doelpunt) voor Ecuador in de periode 1984-1985. Hij speelde zijn eerste interland op 30 november 1984: een vriendschappelijk duel tegen de Verenigde Staten (0-0), net als Hermen Benítez.

## Erelijst
Club Deportivo El Nacional
- Campeonato Ecuatoriano

1982, 1983, 1984, 1986
 Club Sport Emelec
- Campeonato Ecuatoriano

1988